# Wereldkampioenschappen inlineskaten 2002
De wereldkampioenschappen inlineskaten 2002 waren door de Fédération Internationale de Roller Sports (FIRS) georganiseerde kampioenschappen voor inlineskater. 
De 46e editie (31e officiële) van de wereldkampioenschappen vond plaats van 22 tot 26 augustus 2002 in het Keignaertstadion in het Belgische Zandvoorde. De marathon werd verreden aan het Casino-Kursaal te Oostende.

## Uitslagen
| Heren                           | Heren                                              | Heren                                   | Heren                                    |
| Discipline                      | Goud                                               | Zilver                                  | Brons                                    |
| ------------------------------- | -------------------------------------------------- | --------------------------------------- | ---------------------------------------- |
| 300 meter tijdrijden            | Gregorio Duggento                                  | Kalon Dobbin                            | Pascal Briand                            |
| 500 meter                       | Pascal Briand                                      | Luca Presti                             | Diego Betancur                           |
| 1000 meter                      | Chad Hedrick                                       | Luca Presti                             | Francesco Zangarini                      |
| 10.000 meter puntenkoers        | Diego Rosero                                       | Arjan Smit                              | Matteo Amabili                           |
| 15.000 meter punten-/afvalkoers | Diego Rosero                                       | Pier Davide Romani                      | Shane Dobbin                             |
| 20.000 meter afvalkoers         | Chad Hedrick                                       | Shane Dobbin                            | Jorge Botero                             |
| 10.000 meter aflossing          | Pier Davide Romani Luca Presti Francesco Zangarini | Chad Hedrick Fred Lacey Steve Krawulski | Michael Byrne Ricky Bryant Peter Currell |
| Marathon                        | Jorge Botero                                       | Juan Carlos Betancur                    | Arnaud Gicquel                           |

| Dames                           | Dames                                     | Dames                                           | Dames                     |
| Discipline                      | Goud                                      | Zilver                                          | Brons                     |
| ------------------------------- | ----------------------------------------- | ----------------------------------------------- | ------------------------- |
| 300 meter tijdrijden            | Valentina Belloni                         | Pamela Verdugo                                  | Eva Lizarraga             |
| 500 meter                       | Valentina Belloni                         | Andrea Gonzalez                                 | Theresa Cliff             |
| 1000 meter                      | Briggite Mendez                           | Yi Chin Pan                                     | Alessandra Susmeli        |
| 5000 meter puntenkoers          | Theresa Cliff                             | Sheila Herrero                                  | Nathalie Barbotin-Audoire |
| 10.000 meter punten-/afvalkoers | Sheila Herrero                            | Theresa Cliff                                   | Tamara Lorens             |
| 15.000 meter afvalkoers         | Jessica Smith                             | Sheila Herrero                                  | Briggite Mendez           |
| 5000 meter aflossing            | Theresa Cliff Jessica Smith Ashley Horgan | Alessandra Susmeli Laura Lombardo Laura Lardani |                           |
| Marathon                        | Theresa Cliff                             | Alessandra Susmeli                              | Briggite Mendez           |

Officieuze wereldkampioenschappen

Monza 1937 ·
Ferrara 1938 ·
Monfalcone 1948 ·
Ferrara 1949 ·
Monfalcone 1951 ·
Lido di Venezia 1953 ·
Bari 1954 ·
Palermo 1957 ·
Finale Ligure 1958 ·
Wetteren 1960 ·
Gujan-Mestras 1961 ·
Nantes 1963 ·
Madrid 1964 ·
Syracuse 1965
Officiële wereldkampioenschappen (afwisselend piste en weg)

Mar del Plata 1966 ·
Barcelona 1967 ·
Montecchio 1968 ·
Mar del Plata 1969 ·
Sesto San Giovanni 1973 ·
Mar del Plata 1975 ·
Mar del Plata 1978 ·
Finale Emilia 1979 ·
Masterton 1980 ·
Oostende 1981 ·
Finale Emilia 1982 ·
Mar del Plata 1983 ·
Bogotá 1984 ·
Colorado Springs 1985 ·
Adelaide 1986 ·
Grenoble 1987 ·
Cassano d'Adda 1988 ·
Hastings 1989 ·
Bello 1990 ·
Oostende 1991 ·
Rome 1992 ·
Colorado Springs 1993
Piste en weg gecombineerd (huidige vorm)

Gujan-Mestras 1994 ·
Perth 1995 ·
Venetië 1996 ·
Mar del Plata 1997 ·
Pamplona 1998 ·
Santiago 1999 ·
Barrancabermeja 2000 ·
Valence d'Agen 2001 ·
Oostende 2002 ·
Barquisimeto 2003 ·
Abruzzo 2004 ·
Suzhou 2005 ·
Anyang 2006 ·
Cali 2007 ·
Gijón 2008 ·
Haining 2009 ·
Guarne 2010 ·
Yeosu 2011 ·
Ascoli Piceno/San Benedetto del Tronto 2012 ·
Oostende 2013 ·
Rosario 2014 ·
Kaohsiung 2015 ·
Nanjing 2016 ·
Nanjing 2017 ·
Heerde/Arnhem 2018 ·
Barcelona 2019 ·
Ibagué 2021 ·
Buenos Aires 2022 ·
Montecchio Maggiore/Vicenza 2023 ·
Pescara 2024